# جيول راجا
جيول راجا شيخ (بالإنجليزية: Jewel Raja); مواليد 19 يناير 1990) هو لاعب كرة قدم هندي يلعب لصالح نادي موهون باغان في خط الوسط بدوري الدرجة الأولى.

## وصلات خارجية
- جيول راجا على موقع ناشيونال فوتبول تيمز (الإنجليزية)
- جيول راجا على موقع Soccerway.com (الإنجليزية)
- جيول راجا على موقع كووورة

- http://www.goal.com/en-india/people/india/28278/shaikh-raja
- http://mohunbaganac.com/SEPT08/playerdetails.php?playerId=142 نسخة محفوظة 21 نوفمبر 2011 على موقع واي باك مشين.